# Sándor Szurmay

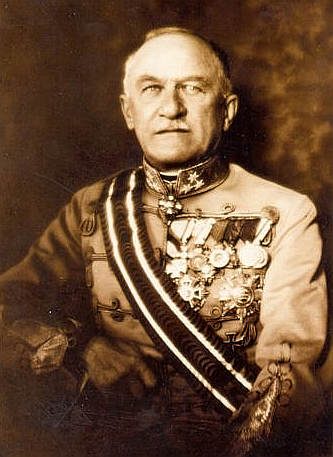
Sándor Szurmay

Sándor Szurmay, född 19 december 1860 i Boksánbánya, död 26 februari 1945 i Budapest, var en ungersk friherre, militär och politiker. 
Szurmay blev infanteri- och generalstabsofficer, överste vid generalstaben (1905) och fältmarskalklöjtnant (1914). Under första världskriget förde han med utmärkelse efter vartannat 38:e honvédfördelningen samt gruppen och kåren Szurmay i Karpaterna och östra Galizien 1914–17. Under perioden februari 1917 till november 1918 var han ungersk lantförsvarsminister. År 1917 blev han friherre och 1918 general av infanteriet. År 1919 erhöll han avsked. Bland hans skrifter, delvis på ungerska, märks särskilt Geschichte der Entwicklung der Honvéd (1898).